# مرسدس-بنز ئی‌کیوجی
مرسدس بنز ئی‌کیوجی یک شاسی بلند لوکس برقی چهار چرخ محرک سایز متوسط است که توسط خودروساز آلمانی مرسدس بنز تولید می‌شود. این خودرو بخشی از مرسدس-بنز ئی‌کیو است، خانواده‌ای که تا سال ۲۰۲۲ شامل ۱۰ مدل جدید خواهد شد. این خودرو برپایه مرسدس-بنز کلاس جی ساخته شده‌است و قرار است از سال ۲۰۲۲ وارد بازار شود.